# Паньковка (приток Ловати)

Паньковка — река в России, протекает в Поддорском районе Новгородской области. Исток реки находится у деревни Воротавино. Река тачёт сначала на запад, затем поворачивает на север, у деревни Теляткино  поворачивает на северо-запад, затем плавно поворачивает на юго-запад. Устье реки находится у деревни Паньковка в 140 км по правому берегу реки Ловать. Длина реки составляет 17 км. 
По берегам реки расположены деревни Селеевского сельского поселения: Воротавино, Теляткино, Паньковка.

## Данные водного реестра
По данным государственного водного реестра России относится к Балтийскому бассейновому округу, водохозяйственный участок реки — Ловать и Пола, речной подбассейн реки — Волхов. Относится к речному бассейну реки Нева (включая бассейны рек Онежского и Ладожского озера).
По данным геоинформационной системы водохозяйственного районирования территории РФ, подготовленной Федеральным агентством водных ресурсов: 
- Код водного объекта в государственном водном реестре — 01040200312102000023742
- Код по гидрологической изученности (ГИ) — 102002374
- Код бассейна — 01.04.02.003
- Номер тома по ГИ — 2
- Выпуск по ГИ — 0